# تيم مايرز
تيم مايرز (بالإنجليزية: Tim Myers)‏ (17 سبتمبر 1990 بأوكلاند في نيوزيلندا - ) هو لاعب كرة قدم نيوزلندي في مركز الدفاع، شارك في الألعاب الأولمبية الصيفية 2012. وشارك مع منتخب نيوزيلندا تحت 17 سنة لكرة القدم ومنتخب نيوزيلندا تحت 20 سنة لكرة القدم ومنتخب نيوزيلندا الأولمبي لكرة القدم ومنتخب نيوزيلندا لكرة القدم. أما مع النوادي، فقد لعب مع وايتاكيري يونايتد.

## وصلات خارجية
- تيم مايرز على موقع الاتحاد الدولي (مؤرشف)  (الإنجليزية)
- تيم مايرز على موقع قاعدة بيانات كرة القدم.إي يو (الإنجليزية)
- تيم مايرز على موقع ناشيونال فوتبول تيمز (الإنجليزية)
- تيم مايرز على موقع Soccerway.com (الإنجليزية)
- تيم مايرز على موقع أوليمبيديا (الإنجليزية)
- تيم مايرز على موقع اللجنة الأولمبية النيوزيلندية (الإنجليزية)